# 亨利·西季威克

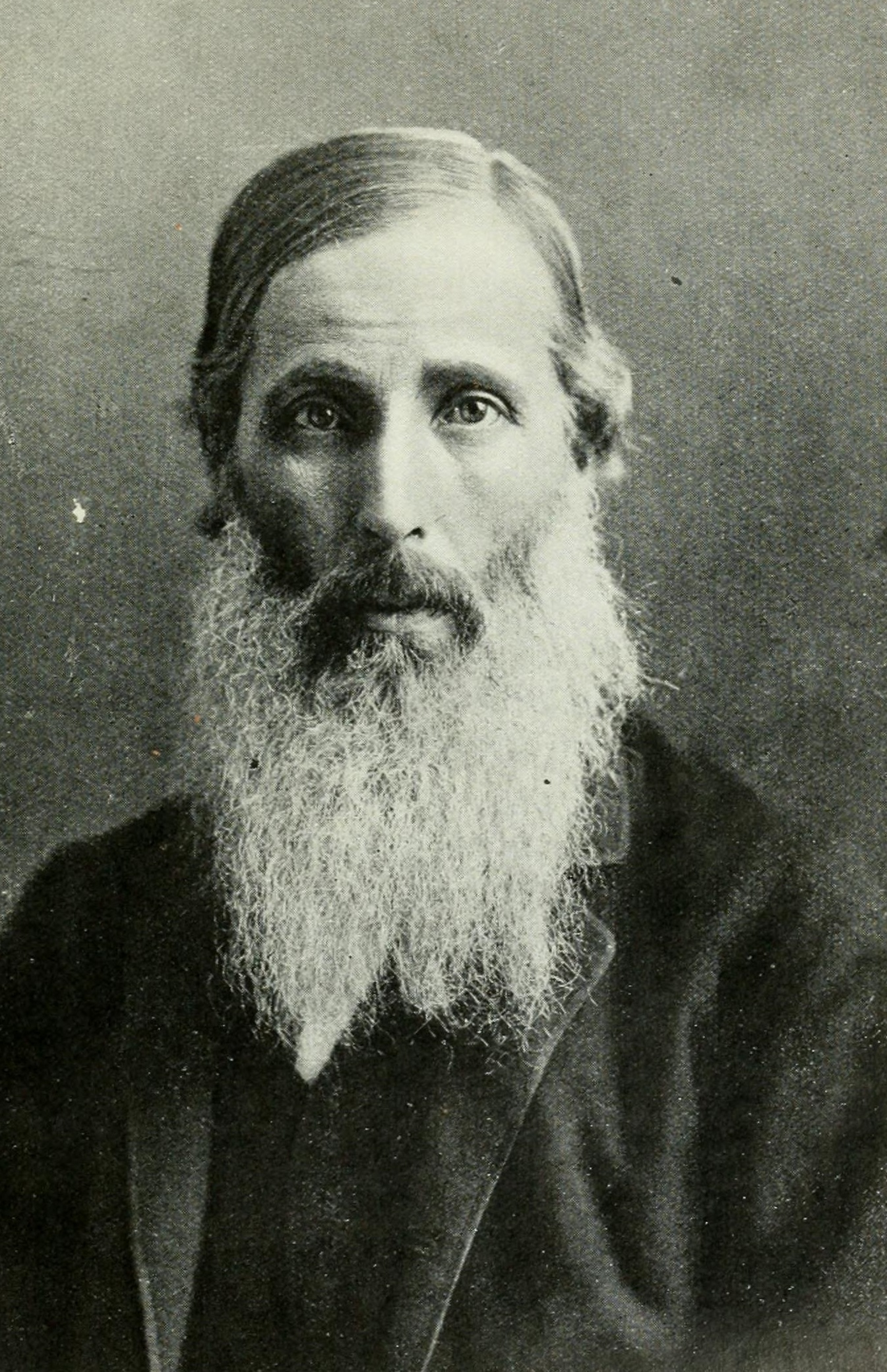
亨利·西季威克

亨利·西季威克（Henry Sidgwick，1838年5月31日—1900年8月28日）是一位英国功利主义哲学家，伦理学家和经济学家。他独特的思考方式及其思想，不仅直接影响了摩尔等现代西方伦理学家，而且还深刻地影响到了当代哲学家罗尔斯等人。从1883年至去世止，任剑桥大学的骑士桥讲座伦理哲学教授（Knightbridge Professor of Philosophy）。他最知名的著作是《伦理学方法》。他是心理研究学会（Society for Psychical Research）的创始人之一和第一任校长，也同时是是形而上学会（Metaphysical Society）的成员，并推动了女性的高等教育。 他在经济学方面的工作也产生了持久的影响。
他还于1875年创办了纽纳姆学院，这是剑桥大学中仅限女性的学院。 这是继格顿学院之后剑桥大学第二所接纳女性的学院。 该学院的联合创始人是米利琴特·费塞特。
他于1856年加入剑桥使徒知识秘密协会。

## 经历
亨利·西季威克出生于约克郡的斯基普頓，他的父亲西季威克（W. Sidgwick）(死于1841年），是当地文法学校的校长。(Ermysted's Grammar School).他的母亲是玛丽·西季威克(Mary Sidgwick)(1807-1879)。他的堂兄，后来是他的姐夫爱德华·怀特·本森(Edward White Benson)，后来成为坎特伯雷大主教。
西季威克本人在拉格比公學和剑桥大学三一学院接受教育。在三一学院时，他成为剑桥使徒团的一员。1859年被选为剑桥三一学院研究员，同年，他被选为三一学院的奖学金获得者，不久任古典作品的讲师，担任了10年的职位。
1869年，他把古典课换成了道德哲学课，这是他一直在关注的课题。同年，他决定凭良心不再承认自己是英国教会的成员，于是辞去了他的研究员职位。但他继续担任讲员讲课，并于1881年被选为名誉研究员。1874年，他出版了《伦理学方法》（1901年出版到了第6版，其中包括他去世前写的校改），许多人都认为这是非常重要的哲学著作，这使他在大学以外享有盛誉。约翰·罗尔斯称之为“第一部真正意义上的道德理论学术著作，在方法和精神上都是现代的”。
1875年，他被任命为三一学院的道德和政治哲学教授，1883年，他被选为骑士桥哲学教授。在1885，宗教考试被取消后，他的学院再次选出他成为研究员。
除了讲课和文学工作外，西季威克还积极参与大学的业务以及各种形式的社会和慈善工作。他是1882至1899年间成立的总理事会（The General Board of Studies）成员；他也是印度公务员委员会参议院的成员（the Council of the Senate of the Indian Civil Service Board），地方考试和讲师联合会的成员，也是道德科学特别委员会主席。
他与埃莉诺·米尔德里德·贝尔福（Eleanor Mildred Balfour）结婚，她是剑桥女士用餐协会的成员，这个协会还有其他11个成员。她是阿瑟·貝爾福的姐姐。
2004年由巴特·舒尔茨（Bart Schultz）撰写的传记试图证明西季威克是一个同性恋，但不知道他是否能正视他的倾向。根据传记作者的说法，西季威克的一生都在内心挣扎着与他自己的禁欲相关的虚伪和开放的问题。
1900年初，他因身体不好而被迫辞去教授职务，并在几个月后去世。西季威克是一位不可知论者，他与妻子葬在埃塞克斯郡的教堂。

## 思想

### 伦理学方法
《伦理学方法》一书是西季威克在伦理学方面影响最大、声誉最高的著作。该书屡经修改再版，成为西季威克伦理思想的代表作。《伦理学方法》一书是在批判吸收约翰·斯图加特·密尔的功利主义和康德的“绝对命令”这一伦理学原则的基础上写成的第一部伦理学著作。该书主要论述了伦理学的性质、任务和方法，分析、探讨了各种形式的利己主义、功利主义和直觉主义伦理学的基本原则和方法，并明确地指出它们各自的得失之处。

### 伦理学的性质、任务和方法
西季威克认为，传统的伦理学是研究人们行为实践的一门学问，但作为道德哲学的伦理学的主要任务，应当是从逻辑上阐明道德判断的基础，即道德责任、正当和应该的来源与本质是什么。他指出，在全部传统的伦理学研究方法中，利己主义方法、功利主义方法和直觉主义方法是最有价值的。因为利己主义认为，每个人行为的合理目的就是他自己的最大幸福或快乐，所以，一个人的行动只要能够产生快乐，就是正当的;功利主义设法使所有受到其行动影响的人都得到快乐;直觉主义则以为，快乐之外的目的也是可以接受的，促进快乐的主导思想以外的思想也可能是达到目的的适当手段。但他又认为，无论第一种还是第三种方法，本身都不能为合理的行动提供一个适当的基础。而且仅仅依靠对行为结果经验上的检验是不能令人满意的。由此，他提出了一个“普遍快乐主义”的体系，在某种意义上，这个体系与康德的绝对命令相类似。他试图以“普遍快乐主义”来调和个人的快乐与别人的快乐之间的冲突。
西季威克认为，伦理学是关于决定哪些行为在客观上或本质上是正当的一种学说。由此，他区分了“正当”在伦理学上使用时的几种不同的涵义。一个自以为做出了某种正当行为的人，如果他没有尽到他的责任，那么，这个人的行为只在主观上是正当的，在形式上也可以理解为正当，然而在客观上或本质上却并不正当，或者说不完全正当。因为只有在撇开了行为者的信念和欲望时，一个人的行为才能成为在客观上或本质上是正当行为，而这本身也就是他应该去履行的。他认为，一种行为如果在客观上或本质上正当，并且在主观上也是正当的，或者至少在主观上不错，那它就是完全正当的。
在他看来，客观上的正当性，是单纯的和非自然的，是人们能直觉的。善可以用正当和应当来定义，定义为人所应当力求达到的东西。但是正当是不可定义的，因为后者比前者更为根本。对此，约翰·密尔曾指出，西季威克是最先认识到善是不可定义的人。但实际上西季威克所说的不可定义显然是指正当，而不是指善。

### 达到幸福的途径
西季威克在思想上承袭了托马斯·霍布斯和法国百科全书派的利己主义学说、英国功利主义者边沁、密尔的社会功利学说。他认为这些学说、观点能够证明由心理学到伦理学的过程，即能由人类的动机说明道德义务的判断，并以最大多数人的最大幸福作为道德评价的标准。由此，他提出三个自明的实践原则，认为它们是达到最大多数人的最大幸福的途径。这就是：(1)公正的原则。即凡对我来说是正当的东西，在类似的情况下，对于所有类似的人来说也一定是正当的。或者说，自己认为是正当的行为，别人在暗中也认为是正当的。(2)仁爱的原则。就是象爱自己那样的关心去爱护他人，即除开在判定他人的善比自己的善小，或比自己的善不确实的场合以外，为他人谋求善应当如同为自己谋求善一样。(3)自爱的原则。即对将来的善和对现在的善应当同等看待，不能厚此薄彼，更不应当宁要一个眼前的较小的善，而不要将来较大的善。只有这样，才能使功利主义和直觉主义调和起来，把公正和良心结合起来。
但是，西季威克在理论上往往是自相矛盾的。他一方面把普遍幸福的原则当作是自明的，指出幸福即是最终的、内在的善，人应该追求普遍的善，每一个人在道德上都要尊重任何其他个体与自己相同的善，这是自明的。另一方面，他也把合理的利己主义当作是自明的，认为人应当在总体上追求自己的善，为了任何其他目的而牺牲自己的幸福，这是荒谬可笑的。不过，他又指出，追求自己的快乐，并不是不道德的，只有那种追求自己的快乐而不顾他人的快乐的行为才是不道德的。显然，他所谓自明的实践的三大原则，丝毫没有解决都是自明的普遍幸福的原则和个体幸福原则之间的矛盾。因此，他只好含糊其词地把它说成是一个实践理性的“二元论”，是最深奥的伦理学问题。

### 综述
西季威克的伦理学观点，是通过悉心研究康德、巴特勒、密尔父子（詹姆斯·密尔和约翰·密尔）、克拉克和亚里士多德等人的著作后而形成的。在批判并综合了理性直觉主义、功利主义、利己主义，以及伦理快乐主义以后，建构了自己的伦理学体系。西季威克是一个直觉主义者，因为他主张正当和义务都是不可定义的和非自然的，伦理学的基本原则都是自明的或直观的。他又是一个功利主义者，因为他把功利主义原则，即我们应当力求增进最大的普遍幸福的原则，当作是自明的或直观的。但他又坚持公正原则、仁爱原则、自爱原则也是自明的，并且不依功利原则为转移，在必要时，甚至可以放弃可能产生最大幸福量的行为。这表明，西季威克的伦理思想接近义务论。他还是一个伦理快乐主义者，但绝不是一个与直觉主义相对抗的传统典型的功利主义者。西季威克这种以直觉主义为基础，具有普遍快乐主义和理性利己主义特色的功利主义伦理思想，成为后来的剑桥伦理学派的一个主要特征。同时，他的整个理论，很难简单地归入某一学派。所以，西方伦理学家把他视为18世纪初以来，所有相互对立意见集于一身的调和者与综合者。

## 评价
约翰·罗尔斯评价《伦理学方法》称之为“第一部真正意义上的道德理论学术著作，在方法和精神上都是现代的”。C. D. 布劳德的著作《五种伦理学理论》将斯宾诺沙、巴特勒、休谟、康德、西季威克的伦理学思想并比。

## 著作
- 《伦理学方法》(1874)
- 《伦理学史纲》(1886)
- 《关于格林、斯宾塞和马蒂诺的伦理学讲义》（1902）去世后出版